# Costante Maltoni
Costante Maltoni (ur. 14 lutego 1915 w Forlimpopoli, zm. 1 lutego 1980) – włoski duchowny rzymskokatolicki, arcybiskup tytularny, dyplomata papieski.

## Biografia
26 czerwca 1938 otrzymał święcenia prezbiteriatu.
2 stycznia 1967 papież Paweł VI mianował go pronuncjuszem apostolskim w Pakistanie oraz arcybiskupem tytularnym thuggijskim. 12 marca 1967 przyjął sakrę biskupią z rąk sekretarza stanu kard. Amleto Giovanniego Cicognaniego. Współkonsekratorami byli arcybiskup Ravenny i Cervii Salvatore Baldassarri oraz biskup Bertinoro Giuseppe Bonacini.
Pronuncjuszem apostolskim w Pakistanie był do 1970.